# Contea di Mukinbudin
La contea di Mukinbudin è una delle 43 local government areas che si trovano nella regione di Wheatbelt, in Australia Occidentale. Essa si estende su di una superficie di circa 3.437 chilometri quadrati ed ha una popolazione di 575 abitanti.